# Instituto Nacional de Sismologia, Vulcanologia, Meteorologia e Hidrologia da Guatemala
O Instituto Nacional de Sismologia, Vulcanologia, Meteorologia e Hidrologia da Guatemala em castelhano:  Instituto Nacional de Sismología, Vulcanología, Meteorología e Hidrología (INSIVUMEH) é um agência científica do governo da Guatemala. A agência foi criada para estudar e monitorar os fenômenos e eventos atmosféricos, geofísicos e hidrológicos, seus efeitos para a sociedade guatemalteca e fornecer recomendações ao governo a ao setor privado na ocorrência de desastres naturais.
O instituto foi criado em março de 1976 logo após o Terremoto na Guatemala de 1976 e é parte do Ministério das Comunicações, Infraestrutura e Habitação.